# Рівень (відеоігри)

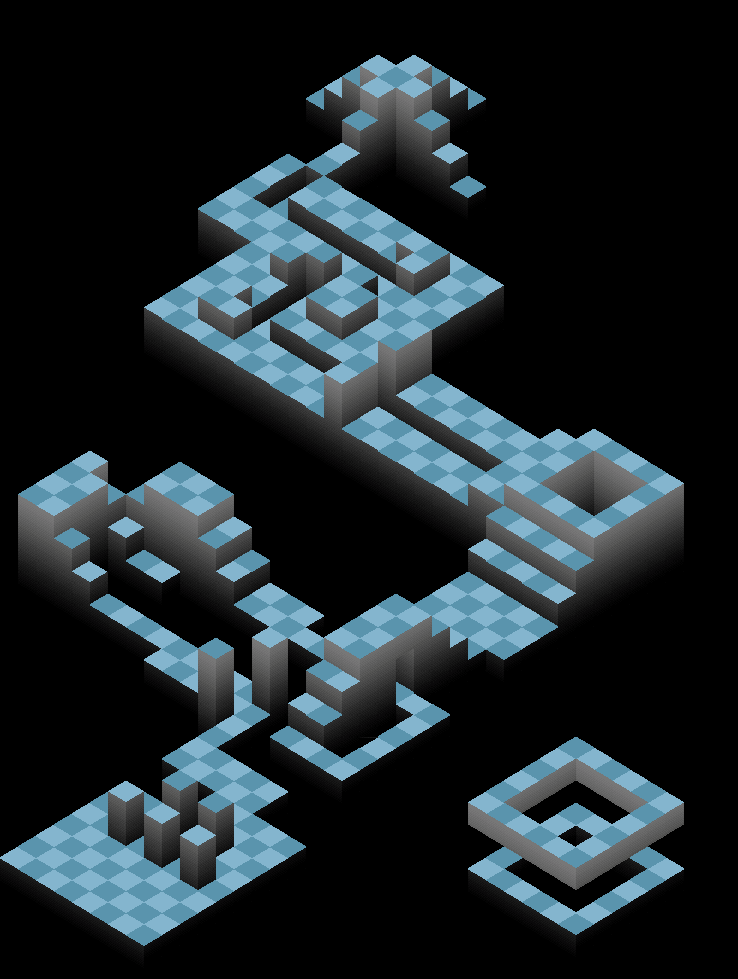
Рівень в Edge

Рівень — це простір у відеогрі, які має пройти гравець для завершення частини гри, визначеної її наративом чи технологічними обмеженнями. Зазвичай використовуються в аркадних іграх, квестах, платформерах. Звичайно усі ігри, що містять рівні, є лінійними.

## Загальна характеристика
Весь ігровий процес складається з рівнів. Гра вважається пройденою, якщо завершено останній рівень. Після завершення одного рівня гравець переходить на інший. З кожним наступним рівнем зростає його складність. В разі смерті гравець повертається на початок рівня або до останнього чек-поїнту. Іноді можна повертатись нескінченно, а в іноді після кількох смертей гра завершується (game over). Рівні часто містять певних ворогів, яких треба вбити (в деяких іграх для завершення рівня можна і не вбивати), певні предмети, які можна збирати і які допомагають у проходженні гри чи обов'язкові для проходження. Можуть бути присутні й інші елементи. Взагалі, для кожної окремої гри характерне своє наповнення рівнів.

## Умовна класифікація рівнів
В різних іграх рівні можуть виконувати різні функції та мають певні характеристики. За ними їх можна умовно класифікувати:
- прості (де мета — просто дійти з пункту А до пункту Б) та ускладнені (проходячи, здійснити певні дії: вбити всіх ворогів, віднайти якийсь предмет тощо)
- обмежені в часі чи необмежені; якщо гравець не встигне пройти обмежений у часі рівень, це зараховується як смерть
- звичайні (обов'язкові для завершення гри) та додаткові (звичайно це секретні рівні, які не є обов'язковими для проходження, містять додаткові бонуси, що полегшують проходження, та стають доступними лише в разі виконання певних додаткових дій)
- у кожній конкретній грі можна окремо класифікувати рівні.

## Секретний рівень
Секретний рівень — це додатковий рівень у грі, необов'язковий для її проходження та прихований від гравця. Щоб потрапити на цей рівень, треба виконати певні додаткові дії (теж необов'язкові для основного проходження); просто проходячи гру, гравець не потрапить на секретний рівень. Секретні рівні звичайно не сильно відрізняються від звичайних за структурою та виглядом, але вони легші для проходження і містять підвищену кількість бонусів.

## Інші назви рівнів

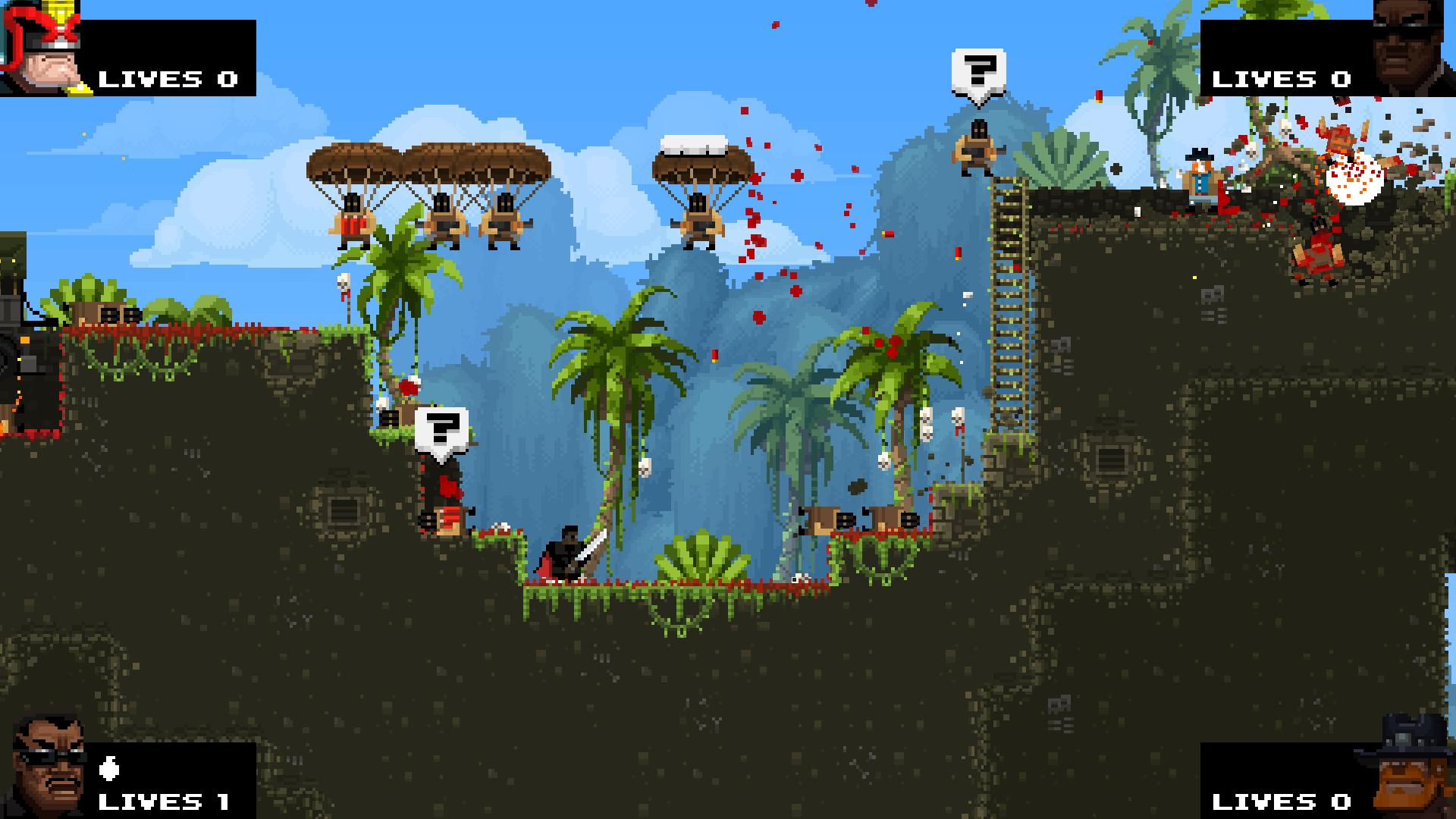
Рівень у грі Broforce

В різних іграх можуть використовуватися інші назви для позначення рівня:
- етап/фаза
- раунд
- зона, акт
- світ/мапа
- місія (це поняття звичайно характерне для стратегій, але може використовуватися і в аркадах, якщо кожний рівень являє собою певне завдання, яке потрібно виконати)
- епізод
- квест

Всі ці назви означають те саме, що й вихідне поняття «рівень», але кожна має свій відтінок значення, який найбільш підходить для конкретної гри.

## Між рівнями
В багатьох іграх між рівнями може програватися певна музика, показуватися певна анімація (або стандартна для всіх рівнів, або для кожного своя) чи зображення. Але іноді паузи між іграми можуть використовуватися для:
1. анімації, яка продемонструє перехід від одного рівня до іншого або перехід до секретного рівня;
2. завдання, яке гравець має виконати на наступному рівні;
3. демонстрації статистики рівня, який було пройдено (наприклад, кількість смертей, кількість убитих ворогів, втраченої зброї, наявність виграних бонусів, в тому числі пройдених секретних рівнів, кількість зароблених очок тощо)
4. розігрування певних бонусів для проходження (бонусний рівень)
5. демонстрації коротких епізодів сюжету, які настають після проходження рівня та впливають на подальші рівні.

## Дизайн рівнів
Особа, що займається створенням рівнів для ігор, зветься дизайнер рівнів або маппер (друга назва звичайно використовується для створення рівнів у шутерах від першої особи, де рівні називаються картами, від англ. map — мапа, карта). Комп'ютерна програма, якою можна створити новий рівень чи відредагувати вже існуючий, називається редактором рівнів. Конструювання рівнів — складне мистецтво, вимогливе і до зовнішнього вигляду рівня, і до продуктивності гри (на рівні не має бути місць, де гра страшенно гальмує), і до геймплей. Створення нових рівнів — невід'ємна частина модифікації ігор.